# 自由裁定的複審
自由裁定的複審（discretionary review；酌情複審；酌情審查）是上訴法院必須決定在提交給他們的上訴案件中哪些案件是可以被考慮處理的。這為司法機構提供了對上訴案件類型的過濾，因為法官必須事先考慮哪些案件將被接受。然後，上訴法院將能夠以最低的機會成本來決定比較實質性需要處理的案件。
與自由裁定的複審相反的是強制裁定的複審(Mandantory review；強制複審；強制審查)，上訴法院必須審議所有提交的上訴。
自由裁定的複審的優勢在於，它使上訴法院能夠將其有限的資源集中用於制定一致的判例法，或者至少能夠集中精力以一致的方式作出決策（在不承認判例法的司法管轄區） 。缺點是它降低了訴訟當事人尋求審查下級法院錯誤判決的能力。然而，允許在所有上訴級別的上訴權利之問題能夠被處理，即它鼓勵當事人利用法院系統各級別的每一個技術性錯誤作為進一步複審的依據。自由裁定的複審能夠迫使各方始終集中司法資源說服初審法院(一審法院)在第一時間做到正確（不是假設上訴法院將“稍後修正”）的判決，從而提高司法系統的整體效率。當然，這也使得他們受到初審法院自由裁定權的支配。

## 外部連結
- 自由裁定的複審,discretionary review （页面存档备份，存于）
- 勞資法庭,Industrial Court （页面存档备份，存于）